# James S. Levine
James S. Levine er en komponist og medlem af Remote Control Productions (tidligere Media Ventures). Han har vundet 7 BMI awards og 7 ASCAP Awards. Hans arbejde omfatter Running With Scissors, Delta Farce, "The Weather Man" og tv-showsene Nip/Tuck, Glee, The Closer, og American Horror Story. Han har også givet ekstra musik til film som Madagascar, Pearl Harbor, og Something's Gotta Give.

## Eksterne links
- James S. Levine på Internet Movie Database (engelsk)
- James S. Levine på The Movie Database (engelsk)